# Arnold Wolfendale
Sir Arnold Whittaker Wolfendale (Rugby, 25 giugno 1927 – Durham, 21 dicembre 2020) è stato un astronomo britannico.

## Biografia
Ha ottenuto la laurea e il dottorato presso l'Università di Manchester, dove iniziò anche la sua carriera da accademico e insegnante tra il 1951 e il 1956. Successivamente insegnò anche nei dipartimenti di astronomia e fisica dell'Università di Durham tra il 1956 e il 1992 e l'Università di Hong Kong.
Noto soprattutto per i suoi studi sui raggi cosmici, Wolfendale fu eletto membro della Royal Astronomical Society nel 1973 e della Royal Society nel 1977. Tra il 1991 e il 1995 fu astronomo reale e gli fu conferito il cavalierato al momento del ritiro.
Fu sposato con Audrey Darby dal 1951 alla morte della donna nel 2007; la coppia ebbe due figli gemelli. Nel 2015 si è sposato in seconde nozze con l'antropologa Dorothy Middleton.